# Апелативен съд на Сеара
Апелативният съд на Сеара (на португалски: Tribunal de Justiça da Ceará (TJCE)) е върховен орган на съдебната власт на бразилския щат Сеара със седалище в щатската столица Форталеза и юрисдикция, покриваща цялата територия на щата. Съставът на съда се състои от 43 десембаргадори.